# العلاقات القرغيزستانية الليختنشتانية
العلاقات القيرغيزستانية الليختنشتانية هي العلاقات الثنائية التي تجمع بين قيرغيزستان وليختنشتاين.

## مقارنة بين البلدين
هذه مقارنة عامة ومرجعية للدولتين:
| وجه المقارنة                                              | قيرغيزستان                      | ليختنشتاين                                 |
| --------------------------------------------------------- | ------------------------------- | ------------------------------------------ |
| المساحة (كم2)                                             | 199.95 ألف                      | 16                                         |
| عدد السكان (نسمة)                                         | 6.20 مليون                      | 37.47 ألف                                  |
| الكثافة السكانية (ن./كم²)                                 | 31.01                           | 234.19 ألف                                 |
| العاصمة                                                   | بيشكك                           | فادوتس                                     |
| اللغة الرسمية                                             | اللغة الروسية، اللغة القيرغيزية | اللغة الألمانية                            |
| العملة                                                    | سوم قيرغيزستاني                 | فرنك سويسري                                |
| الناتج المحلي الإجمالي (بليون دولار)                      | 7.56 مليار                      | 6.29 مليار                                 |
| الناتج المحلي الإجمالي (تعادل القوة الشرائية) بليون دولار | 20.45 مليار                     |                                            |
| الناتج المحلي الإجمالي الاسمي للفرد دولار أمريكي          | 1.10 ألف                        |                                            |
| الناتج المحلي الإجمالي للفرد دولار أمريكي                 |                                 |                                            |
| مؤشر التنمية البشرية                                      | 0.655                           | 0.908                                      |
| رمز المكالمات الدولي                                      | +996                            | +423                                       |
| رمز الإنترنت                                              | .kg                             | .li                                        |
| المنطقة الزمنية                                           | ت ع م+06:00                     | توقيت وسط أوروبا، ت ع م+01:00، ت ع م+02:00 |

## منظمات دولية مشتركة
يشترك البلدان في عضوية مجموعة من المنظمات الدولية، منها:
| علم المنظمة | اسم المنظمة                    | تاريخ انضمام قيرغيزستان | تاريخ انضمام ليختنشتاين |
| ----------- | ------------------------------ | ----------------------- | ----------------------- |
|             | الاتحاد البريدي العالمي        | ?                       | ?                       |
|             | الاتحاد الدولي للاتصالات       | 20 يناير 1994           | 25 يوليو 1963           |
|             | منظمة حظر الأسلحة الكيميائية   | ?                       | ?                       |
|             | منظمة التجارة العالمية         | ?                       | ?                       |
|             | منظمة الأمن والتعاون في أوروبا | 30 يناير 1992           | 25 يونيو 1973           |
|             | منظمة الشرطة الجنائية الدولية  | ?                       | ?                       |
|             | الأمم المتحدة                  | 2 مارس 1992             | 18 سبتمبر 1990          |